# Sagina japonica
Sagina japonica là loài thực vật có hoa thuộc họ Cẩm chướng. Loài này được (Sw.) Ohwi miêu tả khoa học đầu tiên năm 1937.